# Sommerein
Sommerein (auf Ungarisch Lajtasomorja) ist eine Marktgemeinde mit 2265 Einwohnern (Stand 1. Jänner 2025) im Bezirk Bruck an der Leitha in Niederösterreich.

## Geografie

Sommerein (Mitte oben) um 1873 (Aufnahmeblatt der Landesaufnahme)

Sommerein liegt im Industrieviertel in Niederösterreich am nördlichen Abhang des Leithagebirges. Die Nordgrenze folgt weitgehend der Leitha. Die anschließende Ebene, die zum Wiener Becken gehört, liegt rund 200 Meter über dem Meeresniveau. Weiter nach Süden steigt das Gemeindegebiet zum Leithagebirge an. Die höchsten Erhebungen der Gemeinde sind Gaisberg (407 m) und Großer Berg (416 m).
Die Fläche der Marktgemeinde umfasst 41,51 Quadratkilometer. Davon sind 54 Prozent landwirtschaftliche Nutzfläche, 36 Prozent sind bewaldet.

### Gemeindegliederung
Es gibt nur die Katastralgemeinde Sommerein.
Neben der Ortschaft Sommerein gibt es die Ortslagen Aussiedlerhöfe, die Militärsiedlung Sommerein mit der Wallenstein-Kaserne und zwei Einzellagen.

### Nachbargemeinden
| Götzendorf an der Leitha     | Trautmannsdorf an der Leitha                | Bruck an der Leitha            |
| Mannersdorf am Leithagebirge | Kompassrose, die auf Nachbargemeinden zeigt | Kaisersteinbruch               |
|                              | Purbach am Neusiedler See                   | Breitenbrunn am Neusiedler See |

## Geschichte
Bei archäologischen Untersuchungen im Rahmen der Errichtung eines Windparks durch die EVN im Nordosten des Gemeindegebiets wurde ein 7400 Jahre altes Kindergrab aus dem Neolithikum gefunden. Eine Besiedelung der Gegend in der Latènezeit wurde nachgewiesen, so fand man Hinweise auf Grubenhäuser und Langhäuser aus dieser Zeit.
Im Altertum war das Gebiet Teil der römischen Provinz Pannonien. Der Stein des Leithagebirges wurde bereits damals abgebaut. Der Ort gehörte im Mittelalter zunächst zu Österreich, fiel aber dann an Ungarn (im Komitat Moson, im Herrschaftsgut von Scharfeneck, auf Ungarisch Sárfenék), wo es bis ca. 1662 verblieb.
Im Rahmen der beiden Türkenbelagerungen Wiens 1529 und 1683 wurde Sommerein sowie die Orte der Umgebung verwüstet. Ein großer Teil der Bevölkerung wurde dabei getötet oder verschleppt.
Das Handwerk der Steinmetzen und Maurer zu Sommerein war bis 1781 der Viertellade im kaiserlichen Steinbruch am Leithaberg zugehörig. Danach wurde es auf kaiserlichen Befehl Teil der Viertellade in Bruck an der Leitha.

### Einwohnerentwicklung
| Sommerein: Einwohnerzahlen von 1869 bis 2025        | Sommerein: Einwohnerzahlen von 1869 bis 2025 | Sommerein: Einwohnerzahlen von 1869 bis 2025 | Sommerein: Einwohnerzahlen von 1869 bis 2025 | Sommerein: Einwohnerzahlen von 1869 bis 2025 |
| --------------------------------------------------- | -------------------------------------------- | -------------------------------------------- | -------------------------------------------- | -------------------------------------------- |
| Jahr                                                |                                              |                                              |                                              | Einwohner                                    |
| 1869                                                | 1869                                         |                                              | 1.692                                        | 1.692                                        |
| 1880                                                | 1880                                         |                                              | 1.805                                        | 1.805                                        |
| 1890                                                | 1890                                         |                                              | 1.860                                        | 1.860                                        |
| 1900                                                | 1900                                         |                                              | 1.775                                        | 1.775                                        |
| 1910                                                | 1910                                         |                                              | 1.682                                        | 1.682                                        |
| 1923                                                | 1923                                         |                                              | 1.675                                        | 1.675                                        |
| 1934                                                | 1934                                         |                                              | 1.775                                        | 1.775                                        |
| 1939                                                | 1939                                         |                                              | 1.620                                        | 1.620                                        |
| 1951                                                | 1951                                         |                                              | 1.003                                        | 1.003                                        |
| 1961                                                | 1961                                         |                                              | 1.499                                        | 1.499                                        |
| 1971                                                | 1971                                         |                                              | 1.488                                        | 1.488                                        |
| 1981                                                | 1981                                         |                                              | 1.522                                        | 1.522                                        |
| 1991                                                | 1991                                         |                                              | 1.640                                        | 1.640                                        |
| 2001                                                | 2001                                         |                                              | 1.753                                        | 1.753                                        |
| 2011                                                | 2011                                         |                                              | 1.932                                        | 1.932                                        |
| 2021                                                | 2021                                         |                                              | 2.160                                        | 2.160                                        |
| 2025                                                | 2025                                         |                                              | 2.265                                        | 2.265                                        |
| Quelle(n): Statistik Austria, Gebietsstand 1.1.2021 |                                              |                                              |                                              |                                              |

## Kultur und Sehenswürdigkeiten
- Katholische Pfarrkirche Sommerein Mariä Himmelfahrt
- Maria Biljan-Bilger Ausstellungshalle Sommerein
- Barockes Hampel-Haus

## Wirtschaft und Infrastruktur
Nichtlandwirtschaftliche Arbeitsstätten gab es im Jahr 2001 54, land- und forstwirtschaftliche Betriebe nach der Erhebung 1999 45. Die Zahl der Erwerbstätigen am Wohnort betrug nach der Volkszählung 2001 852. Die Erwerbsquote lag 2001 bei 49,4 Prozent.

### Bildung
In Sommerein befindet sich ein Kindergarten und eine Volksschule.

## Politik

### Gemeinderat
Der Gemeinderat hatte 19 Mitglieder und 21 Mitglieder ab dem Jahr 2025.
- Nach den Gemeinderatswahlen in Niederösterreich 1990 hatte der Gemeinderat folgende Verteilung: 12 SPÖ, 6 ÖVP und 1 FPÖ.
- Nach den Gemeinderatswahlen in Niederösterreich 1995 hatte der Gemeinderat folgende Verteilung: 12 SPÖ und 7 ÖVP.[7]
- Nach den Gemeinderatswahlen in Niederösterreich 2000 hatte der Gemeinderat folgende Verteilung: 12 SPÖ, 5 ÖVP und 2 FPÖ.[8]
- Nach den Gemeinderatswahlen in Niederösterreich 2005 hatte der Gemeinderat folgende Verteilung: 14 SPÖ, 4 ÖVP und 1 FPÖ.[9]
- Nach den Gemeinderatswahlen in Niederösterreich 2010 hatte der Gemeinderat folgende Verteilung: 13 SPÖ, 4 ÖVP und 2 FPÖ.[10]
- Nach den Gemeinderatswahlen in Niederösterreich 2015 hatte der Gemeinderat folgende Verteilung: 14 SPÖ, 4 ÖVP und 1 FPÖ.[11]
- Nach den Gemeinderatswahlen in Niederösterreich 2020 hatte der Gemeinderat folgende Verteilung: 14 SPÖ, 4 ÖVP und 1 FPÖ.[12]
- Nach den Gemeinderatswahlen in Niederösterreich 2025 hat der Gemeinderat folgende Verteilung: 14 SPÖ, 6 ÖVP und 1 FPÖ.[13]

### Bürgermeister
- seit 1999 Karl Zwierschitz (SPÖ)

## Persönlichkeiten

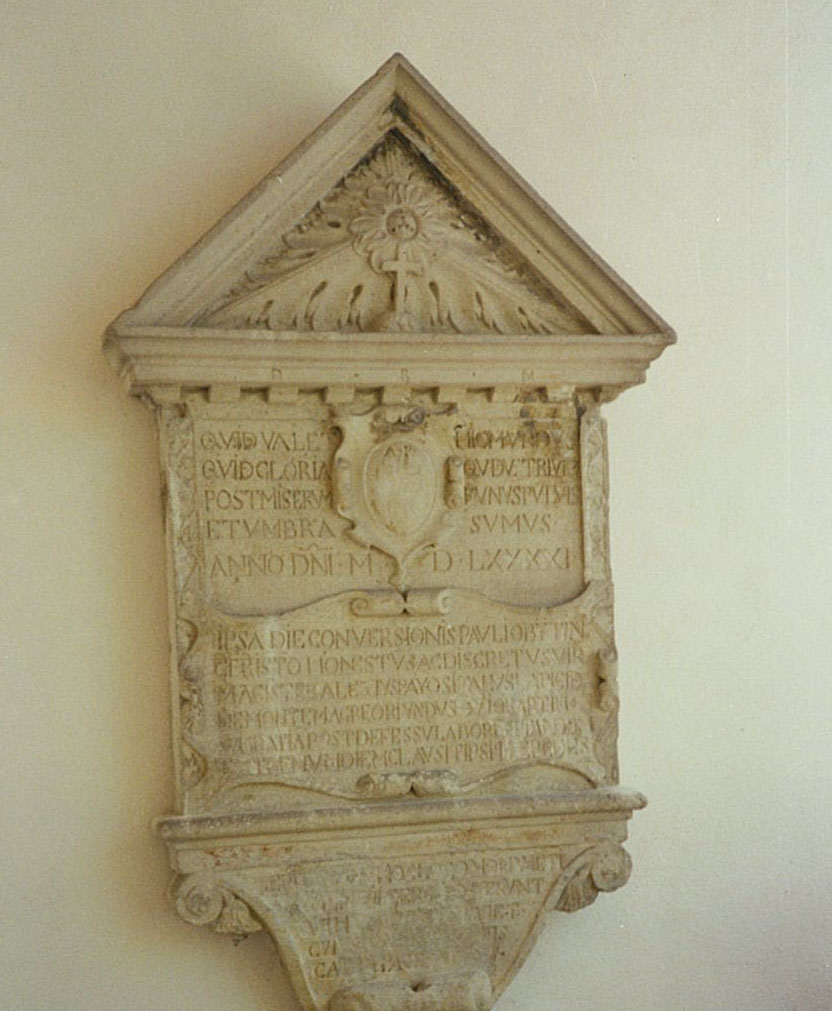
Epitaph Alexius Payos

- Maria Biljan-Bilger (1912–1997), Bildhauerin
- Gräfin Karoline von Fuchs-Mollard (1675 oder 1681–1754), Hofdame von Maria Theresia
- Martin Tatzber (1893–1958), Landwirt, Politiker und Abgeordneter zum Landtag von Niederösterreich
- Franz Hums (1937–2015), Politiker (SPÖ), Abgeordneter zum Nationalrat, Bundesminister
- Friedrich Kurrent (1931–2022), Architekt
- Alexius Payos (*?; † 1591), italienischer Steinmetzmeister und Bildhauer der Renaissance
- Karl Pelnöcker (1919–2002), Architekt
- Mario Schlembach (* 1985), Schriftsteller, Dramatiker und freischaffender Künstler
- Herbert Trausmuth (* 1949), Boxer